# برنار لوازو
برنار دانیل ژاک لوازو (فرانسوی: Bernard Daniel Jacques Loiseau‎؛ ‏ تلفظ فرانسوی: [bɛʁnaʁ danjɛl ʒak lwazo]؛ ‏۱۳ ژانویهٔ ۱۹۵۱ – ۲۴ فوریهٔ ۲۰۰۳) سرآشپز و رستوران‌دار اهل فرانسه بود. او سه ستارهٔ میشلن داشت و از گو میو نمرهٔ ۱۹٫۵/ از ۲۰ را گرفت. او یکی از رسانه‌ای‌شده‌ترین سرآشپزهای فرانسوی بین دهه‌های ۱۹۸۰ و ۱۹۹۰ بود و حضور گسترده‌ای در تلویزیون و رسانه‌های دیگر داشت. داستان کارتون راتاتویی برگرفته از زندگی اوست و شخصیت یکی از کاراکترهای فیلم برپایهٔ شخصیت وی و پل بوکوز خلق شده‌است. رستوران او «ساحل زرین» یکی از رستوران‌هایی بود که برد برد و تیم تولید از آن بازدید کردند.
لوازو در ۲۴ فوریه ۲۰۰۳ با شلیک گلوله به سر خود با یک تفنگ ساچمه‌زنی پس از برگزاری مراسم ناهار در رستورانش، خودکشی کرد. راهنمای گو میو اخیراً نمرهٔ رستوران او را از ۱۹/۲۰ به ۱۷/۲۰ تنزل داده بود، و همچنین شایعاتی در فیگارو وجود داشت مبنی بر اینکه کتاب راهنمای میشلن قصد دارد یکی از سه ستاره رستوران «ساحل زرین» او را حذف کند.
وی همچنین برندهٔ جوایزی همچون شوالیه لژیون دونور شده‌ بود.